# Бурыкин, Алексей Алексеевич
Алексе́й Алексе́евич Буры́кин (1 ноября 1954 года, Ленинград, РСФСР, СССР — 16 января 2021 года, Элиста, Россия) — советский и российский лингвист, фольклорист, доктор филологических и исторических наук.

## Биография
Родился 1 ноября 1954 года в Ленинграде.
В 1977 году — окончил филологический факультет ЛГУ им. Жданова.
В 1984 году — защитил кандидатскую диссертацию, тема: «Категория переходности-непереходности глагола в эвенском языке».
В 2001 году — защитил докторскую диссертацию «Язык малочисленного народа в его письменной форме (На материале эвенского языка)» (получив степень доктора филологических наук).
В 2011 году — защитил докторскую диссертацию, тема: «Иноязычная ономастика русских документов XVII—XIX вв., относящихся к открытию и освоению Сибири и Дальнего Востока России, как исторический источник» (получив степень доктора исторических наук).
Изучал историю исследования не только Сибири и Дальнего Востока, но и Арктики, писал о географических открытиях вообще. Также интересовался историей авиации и флота во время Великой Отечественной войны.
Будучи полиглотом, в разной степени владел множеством языков — как европейских, так и сибирских и дальневосточных
Работал ведущим научным сотрудником Словарного отдела Института лингвистических исследований РАН, главный научный сотрудник научно-исследовательского отдела хантыйской филологии и фольклористики Обско-угорского института прикладных исследований и разработок.
Скончался 16 января 2021 года в Элисте.

## Научная деятельность
Языковед, специалист в области тунгусо-маньчжурских языков и сравнительно-исторического языкознания.
Область научных интересов — общее языкознание, русистика, языки народов Центральной Азии и Сибири, фольклор, этнография, история Арктики и Сибири, история географических открытий, история флота и авиации.
Автор более 1000 научных работ и 500 газетных статей.

### Список значимых публикаций[3]
- Березницкий С. В., Бурыкин А. А., Жорницкая М. Я., Захарова И. А., Кочешков Н. В., Лебедева Ж. К., Спеваковский А. Б., Туголуков В. А.,  Тураев В. А., Рудникова Е. В. История и культура эвенов: историко-этнографические очерки. Санкт-Петербург, 1997.
- Бурыкин А. А. Историко-этнографические и историко-культурные аспекты исследования ономастического пространства региона. Очерки по топонимике и этнонимике Восточной Сибири. Санкт-Петербург, 2006.
- Бурыкин А. А. Вера в духов: сколько душ у человека. Санкт-Петербург, 2007.
- Пушкарева Е. Т., Бурыкин А. А. Фольклор народов Севера (культурно-антропологические аспекты). Санкт-Петербург, 2011.
- Олядыкова Л. Б., Бурыкин А. А. «Слово о полку Игореве». Современные проблемы филологического изучения. Элиста, 2012.
- Бурыкин А. А. Имена собственные как исторический источник (по материалам русских документов об открытии и освоении Сибири и Дальнего Востока России XVII–XIX веков). Санкт-Петербург, 2013.
- Бурыкин А. А., Басангова Т. Г. Типология калмыцкого фольклора. Элиста, 2014.
- Бурыкин А. А., Соловар В. Н. Исследования по этнографии и фольклору народов Северо-Западной Сибири. 2-е изд., дополн. Тюмень, 2017.

- Басангова Т. Г., Бурыкин А. А. О типологическом изучении магической поэзии калмыков (калмыцко-тунгусо-маньчжурские фольклорные и этнокультурные параллели) // Вестник Института. № 16. Элиста, 2001. С. 53–67.
- Бурыкин А. А. Некоторые проблемы социокультурного развития малочисленных народов Севера РФ в свете гендерного подхода // Расы и народы. Современные этнические и расовые проблемы. 2002. № 28. С. 188.
- Щербак А. С., Бурыкин А. А. К проблеме выявления отличительных особенностей прозвищ от личного имени // Вестник Тамбовского университета. Серия: Гуманитарные науки. 2009. № 9 (77). С. 213–217.
- Бурыкин А. А. О взаимном соотношении отдельных групп алтайских языков и об относительном объеме изменений в отдельных группах алтайских языков: «древние», «новые», и «новейшие» алтайские языки // Вестник Угроведения. 2014. № 4 (19). С. 21–33.
- Бурыкин А. А. Эдип в свете этнографии. Хантыйские сказки и древнегреческий миф // Вестник Угроведения. 2014. № 3 (18). С. 17–27.
- Бурыкин А.А. Методы сравнительно-исторического языкознания, алтайская теория и тюрко-монгольские языковые связи (Реплика на статью В. И. Рассадина) // Урало-алтайские исследования. 2015. № 4 (19). С. 93–105.
- Бурыкин А. А. Электронный ресурс для исследований в области русской лексикологии и лексикографии «Библиотека лексикографа»: опыт работы, перспективы пополнения, возможности использования // Теоретическая и прикладная лингвистика. 2015. Т. 1. № 4. С. 5–28.

## Награды
- Премия имени Н. Н. Миклухо-Маклая (совместно с В. А. Поповым, за 2020 год) — за цикл научных работ по антропологии родства